# Vingerhoedje
Het vingerhoedje (Verpa conica) is een paddenstoel uit de familie Morchellaceae. De hoed is vingerhoedvormig, glad tot zwak gerimpeld en licht- tot donkerbruin gekleurd.

## Kenmerken

### Uiterlijke kenmerken
De apotheciën (vruchtlichamen) zijn ongeveer 2 cm lang en 1–3 cm breed en staan op een lange steel. De vorm is conisch of klokvormig, met de randen vrij van de steel. Het bovenste sporendragende oppervlak is glad of vaag gerimpeld, bruin, het onderste oppervlak is wit, fijn behaard. De hoed is 1–3 cm hoog en de steel wordt tussen de 2,5 en 11 cm lang en  0,5–1,5 cm dik. De hol wordende steel is doorgaans constant van dikte en breekbaar, fijn viltig met banden van geelbruine schubjes. De kleur is wit of geelachtig.

### Microscopische kenmerken
De asci zijn achtsporig, niet-amyloïde, cilindrisch en tot 350 × 23 µm groot. De ascosporen zijn eivormig, gladwandig en meten 20–24 × 12–14 µm. De parafysen zijn talrijk aanwezig en knotsvormig. 

## Ecologie
Het vingerhoedje is een grondbewonende saprobiont. Het groeit in rivier- en beekbegeleidende weiden, in heggen, op weilanden en aan bosranden. Het geeft de voorkeur aan kalkrijke grond. De vruchtlichamen verschijnen van april tot mei in Centraal-Europa.

## Verspreiding
In Nederland komt het vingerhoedje vrij zeldzaam voor. Het staat op de rode lijst als 'bedreigd'. In noordwest Europa is hij in het voorjaar aan te treffen in loofbossen, parken en graslanden. In moestuinen wordt hij nogal eens gezien tussen aardbeiplanten. 

## Culinaire waarde
Het is een eetbare paddenstoel, maar wordt minder gewaardeerd dan morieljes.